# Síndrome de Donohue
El síndrome de Donohue (también conocido como leprechaunismo) es una enfermedad extremadamente rara. Su nombre se deriva del hecho de que los afectados por la enfermedad tienen rasgos de gnomo y son más pequeños que de costumbre. Los rasgos faciales que caracterizan el leprechaunismo son entre otros, orejas alargadas, de lóbulo ensanchado e implantación baja, narinas ensanchadas y labios gruesos. Otros rasgos serían: alteraciones genitales, pechos y clítoris alargados en mujeres y pene también alargado en varones, así como un enanismo severo. Los afectados son insulinorresistentes. El fallecimiento se produce tempranamente. 
El leprechaunismo es una enfermedad genética y endocrinológica. La mutación responsable del leprechaunismo se encuentra en el brazo corto del cromosoma 19 (19p13.2) dentro de la secuencia codificante del gen del receptor de la insulina (INSR), lo cual produce moléculas inactivas del receptor. 
El leprechaunismo fue identificado por primera vez en 1948 por el Dr. W.L. Donohue, denominándola al principio disendocrinia y publicando posteriormente, en 1954, dos nuevos casos bajo el nombre de leprechaunismo.